# براینارد (نبراسکا)
براینارد(به انگلیسی: Brainard) شهری در ایالت نبراسکا کشور ایالات متحده آمریکا است که جمعیت آن در سرشماری سال ۲۰۱۰ میلادی، ۳۳۰ نفر بوده‌است.